# Mercadomyces camagueyensis
Mercadomyces camagueyensis är en svampart som beskrevs av J. Mena 1988. Mercadomyces camagueyensis ingår i släktet Mercadomyces, divisionen sporsäcksvampar och riket svampar.   Inga underarter finns listade i Catalogue of Life.